# Neobatrachus kunapalari
Espèce
Statut de conservation UICN

 LC  : Préoccupation mineure
Neobatrachus kunapalari est une espèce d'amphibiens de la famille des Limnodynastidae.

## Répartition
Cette espèce est endémique du Sud-Ouest de l'Australie-Occidentale. Elle se rencontre jusqu'à 600 m d'altitude,.

## Étymologie
Cette espèce est nommée par le nom utilisé par les aborigènes Gugadja pour désigner cette espèce.

## Publication originale
- Mahony & Roberts, 1986 : Two new species of desert burrowing frogs of the genus Neobatrachus (Anura: Myobatrachidae) from Western Australia. Records of the Western Australian Museum, vol. 13, p. 155-170 (texte intégral).